# Космос-2326
Космос-2326 је један од преко 2400 совјетских вјештачких сателита лансираних у оквиру програма Космос.
Космос-2326 је лансиран са космодрома Тјуратам, Бајконур, Казахстан, 20. децембра 1995. Ракета-носач је поставила сателит у орбиту око планете Земље. Маса сателита при лансирању је износила 3150 килограма. Космос-2326 је био војни извиђачки сателит за праћење флоте.